# Batalla de Iconium (1190)
La Batalla de Iconium (también conocida como batalla de Konya) sucedió el 18 de mayo de 1190 durante la Tercera Guerra de Cruzada en la expedición del emperador del Sacro Imperio Romano Germánico Federico Barbarroja hacia Tierra Santa. El resultado fue la caída de la ciudad capital del Sultanato de Rum ante las fuerzas imperiales.

## Antecedentes
Después de la desastrosa batalla de Hattin y la Toma de Jerusalén, gran parte de los Estados Cruzados fueron capturados por las fuerzas de Saladino. El papa Gregorio VIII convocó a una nueva cruzada para recuperar la ciudad a manos cristianas y ayudar a las fortalezas restantes de los cruzados. Barbarroja respondió la llamada inmediatamente. Tomo la Cruz de la Catedral de Maguncia el 27 de marzo de 1188 y fue el primero en partir a Tierra Santa en marzo de 1189 con un ejército de cien mil hombres, entre ellos veinte mil caballeros (algunos historiadores consideran que dichas cifras son exageradas y consideran que solo fue de quince mil hombres, incluyendo tres mil caballeros). También se le unió un contingente de dos mil hombres del príncipe húngaro Geza, hermano menor del rey de Hungría, Bela III.
Después de atravesar Hungría, Serbia, Bulgaria y el Imperio Bizantino, el ejército llegó a la Anatolia, que estaba en poder del sultanato selyúcida de Rum. Los turcos ofrecieron que Federico Barbarroja y su ejército pasaran a través de su territorio por el precio de trescientas libras de oro y la «Tierra de los armenios». Barbarroja se negó, supuestamente dijo: «En lugar de hacer un camino real de oro y plata, con la ayuda de nuestro señor Jesucristo, cuyos caballeros somos, el camino tendrá que ser abierto con el hierro». La deserción era frecuente entre los soldados de a pie, así como la muerte por deshidratación.
Como resultado, los turcos hostigaban continuamente a las fuerzas germánicas, mediante emboscadas y el uso de tácticas de acoso. Los alemanes, por su parte, lanzaron ataques contra las fuerzas turcas que se encontraban. El 7 de mayo, un ejército turco fue destruido por un destacamento cruzado al mando del duque de Suabia y el duque de Dalmacia cerca de Filomenio, resultando supuestamente por parte de los turcos 4174 muertos. Más importante que las batallas fue la situación de la logística; los suministros se agotaban, y la moral era muy baja. A pesar de esto los cruzados continuaron su marcha hasta llegar a Iconium. Llegaron el 13 de mayo.

## Batalla
El 14 de mayo, el ejército cruzado encontró y derrotó al principal ejército turco, poniéndolo en fuga. Registros turcos atribuyen a la victoria de los cruzados alemanes a una devastadora carga de caballería pesada, que supuestamente consistía en siete mil lanceros montados. Federico insistió en tomar la ciudad, por lo que el 17 de mayo el ejército acampo en la "Tierra del jardín y de placer del sultán" fuera de la ciudad. Mientras tanto, Qutb al-Din se reagrupó y reconstruyó sus fuerzas después de la primera derrota, y respondió el 18 de mayo. Barbarroja dividió sus fuerzas en dos: una importante para el asalto a la ciudad, comandada por su hijo, y la otra comandada por él mismo para hacer frente al ejército de campaña turco. La ciudad cayo fácilmente, el duque Federico dirigió el asalto y tomó los muros de la ciudad con poca resistencia, la guarnición escasa no pudo resistir un intenso combate antes de rendirse totalmente.
La batalla campal fue una contienda mucho más difícil, y se requirió la presencia del emperador para derrotar a la fuerza turca más grande. El informa que dijo a sus soldados: «Pero ¿por qué nos detenemos, de que tenemos miedo? Cristo reina. Cristo conquista. Cristo manda». Aunque la lucha fue intensa, los alemanes lograron aplastar a los turcos con relativa facilidad. Los selyúcidas fueron derrotados una vez más, dejando la ciudad a merced de los alemanes.

## Repercusiones
Luego de la victoria, los cruzados descansaron durante cinco días en la ciudad, y continuaron su marcha el 23 de mayo, tomando rehenes turcos para protegerse ellos mismos. El éxito del ejército imperial alarmó enormemente a Saladino, que incluso desmanteló los muros de los puertos sirios para que no fueran utilizados por los cruzados en su contra. Pero esto no fue necesario ya que, el 10 de junio, Barbarroja se había ahogado al cruzar el río Saleph. El hijo de Barbarroja, Federico VI de Suabia, continuó con los restos del ejército alemán, junto al ejército húngaro bajo el mando del príncipe Géza, con el objetivo de enterrar al emperador en Jerusalén, pero los esfuerzos para conservar su cuerpo en vinagre fracasaron. Por lo tanto, su carne fue enterrada en la iglesia de San Pedro en Antioquía, sus huesos en la catedral de Tiro, y su corazón y órganos internos en Tarso.